# Coleophora medicagivora
Coleophora medicagivora é uma espécie de mariposa do gênero Coleophora pertencente à família Coleophoridae.